# 13438 Marthanalexander
13438 Marthanalexander è un asteroide della fascia principale. Scoperto nel 1999, presenta un'orbita caratterizzata da un semiasse maggiore pari a 2,2487718 UA e da un'eccentricità di 0,1188551, inclinata di 2,17378° rispetto all'eclittica.